# Alphonsea curtisii
Alphonsea curtisii là một loài thực vật]] thuộc họ Annonaceae. Đây là loài đặc hữu của Malaysia.